# بيل ايه آر اتش-70 أراباهو
بيل ايه آر اتش-70 أراباهو (بالإنجليزية: Bell ARH-70 Arapaho)‏ هي مروحية من صناعة بيل للمروحيات. كان أول طيران لها في 20 يوليو 2006.